# Ma Jun
Ma Jun (Fufeng, fl. 220 – 265) è stato un ingegnere meccanico cinese e funzionario pubblico durante il periodo dei Tre Regni.

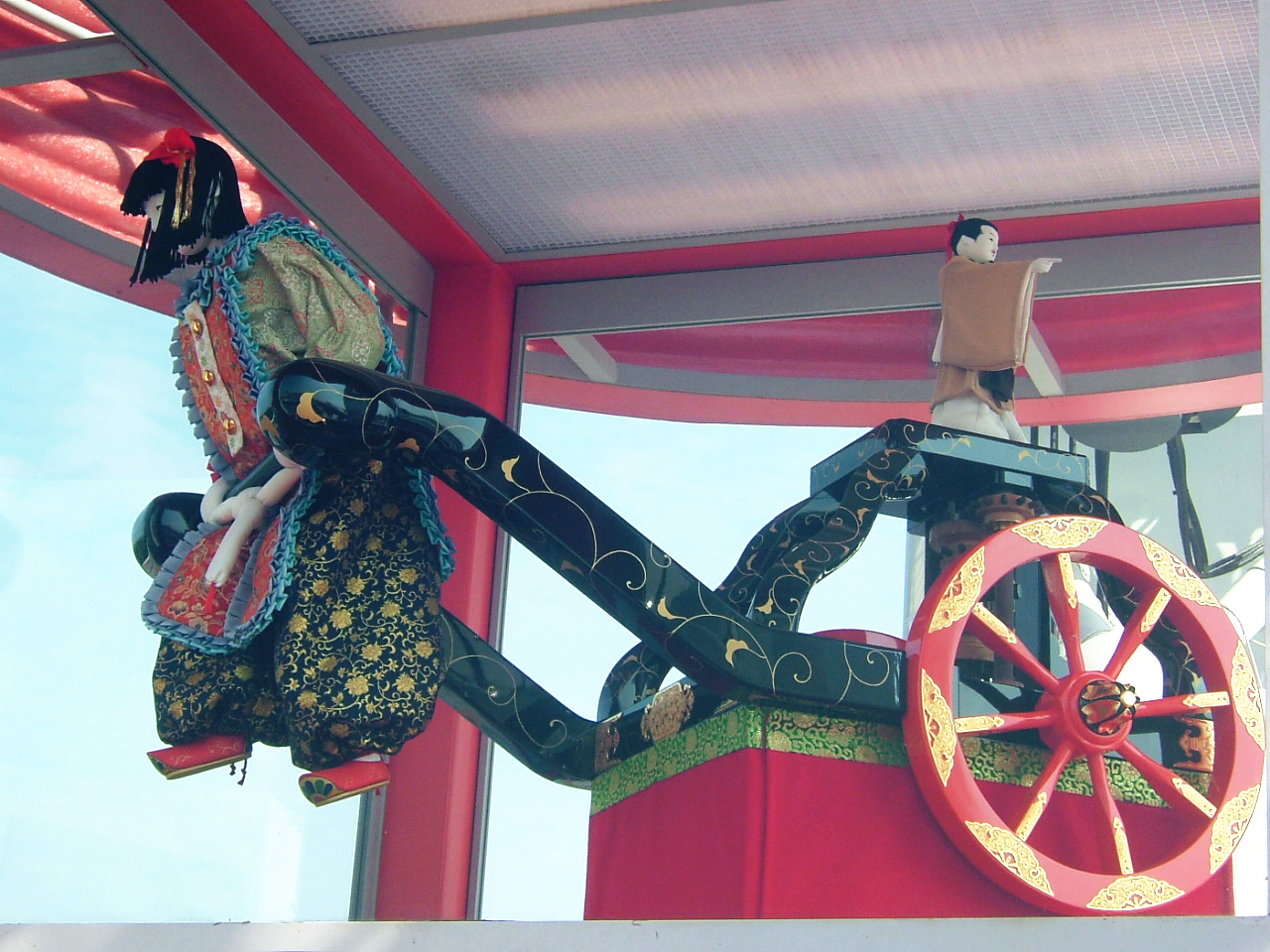
Replica di un carretto che punta a sud, 2005

Sebbene non tutti siano concordi nell'attribuirgliene la paternità, la sua invenzione più famosa è stata il carretto che punta a sud, un veicolo che fungeva da bussola direzionale non basata sul campo magnetico ma basato sul differenziale (dispositivo che applica la stessa coppia alle ruote motrici che girano a velocità diversa). È soprattutto grazie a questo rivoluzionario dispositivo che Ma Jun è passato alla storia come uno dei più grandi ingegneri meccanici e inventori del suo tempo. Il suo dispositivo è stato successivamente reinventato da altri dopo la sua morte, tra cui l'astronomo e matematico Zu Chongzhi (429-500). Nel periodo dinastico del Tardo Medioevo, il carretto che punta a sud di Ma Jun fu integrato con un odometro in grado di misurare la distanza percorsa.

## La vita
Secondo quanto riportato da Fu Xuan (217-278 d.C.), poeta e filosofo suo contemporaneo nonché suo amico, Ma Jun nacque a Fufeng, situata nella valle del Fiume Wei tra Wugong e Baoji. Da giovane, viaggiò attraverso l'attuale provincia dello Henan, ottenendo una laurea minore in ambito letterario, la bo shi. Malgrado la laurea, Ma Jun fu alquanto povero durante la giovinezza: ciò comunque non gli impedì di guadagnarsi quel consenso che gli avrebbe permesso di sfruttare il suo genio nella creazione di congegni e invenzioni.
Si distinse come funzionario pubblico nello Stato settentrionale di Wei: diresse la costruzione del palazzo Chong Hua sotto l'imperatore Cáo Ruì, gli fu riconosciuta la grande abilità nella progettazione di armi e congegni e fu elogiato da Fu Xuan in una delle sue opere. Fu Xuan osservò come Ma Jun non fosse un grande oratore o maestro della retorica, in difficoltà anche nel trasmettere le sue idee a causa del carattere introverso. Ciononostante, egli si guadagnò la fama di grande genio della meccanica, considerato universalmente uno dei maggiori ingegneri meccanici dell'antica Cina.

## Successi tecnologici e ingegneristici

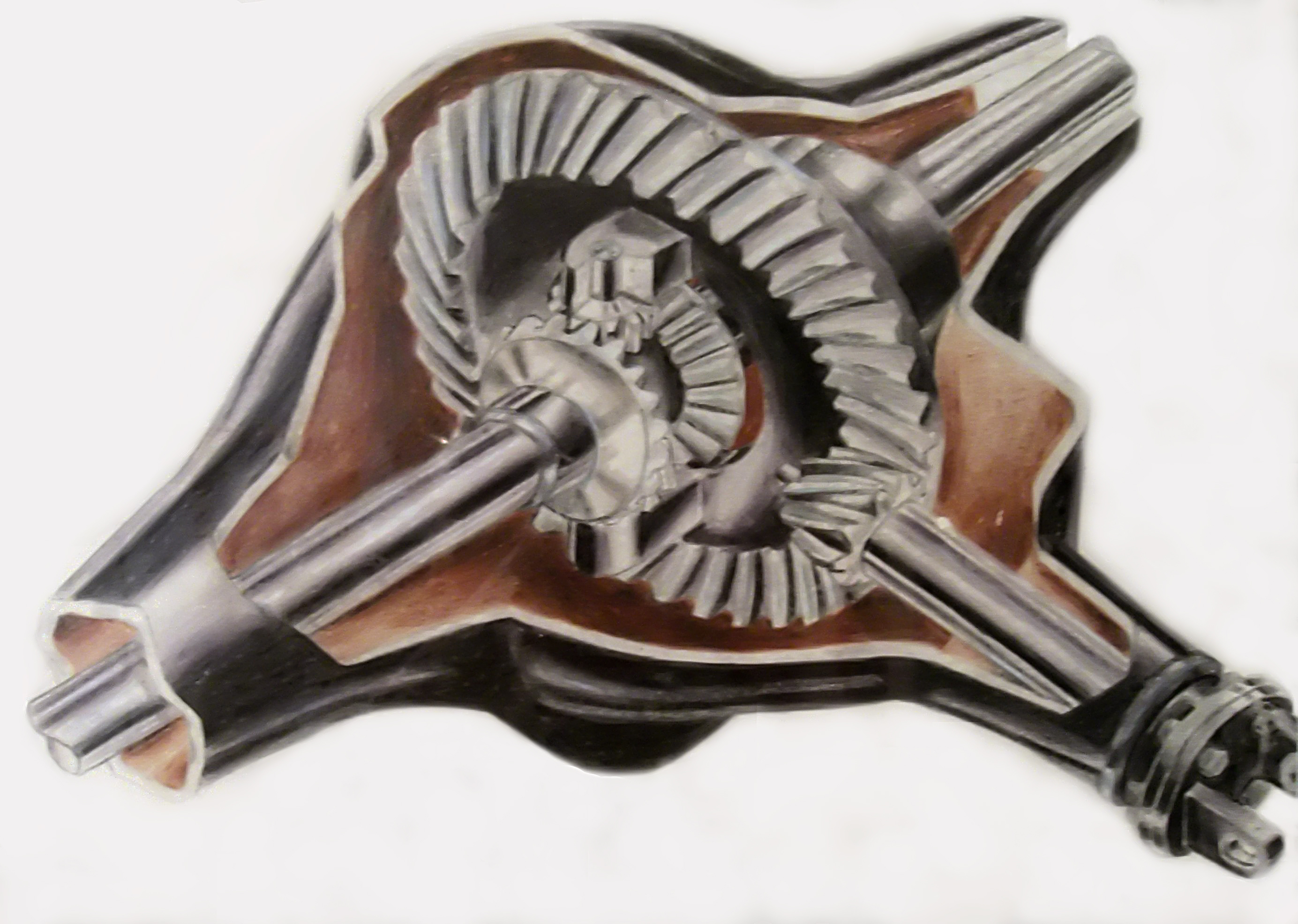
Illustrazione del differenziale tra albero motore e ruote posteriori di una moderna automobile

Una delle prime invenzioni di Ma Jun fu un migliorato telaio per la seta che, secondo Fu Xuan, gli procurò grande considerazione per la sua bravura innovativa. In quel tempo, i telai per la seta presentavano generalmente 50 licci e 50 pedali, raggiungendo a volte anche i 60 per entrambi: egli realizzò un telaio con soli 12 pedali, che non solo consentì maggiori efficienza e velocità, ma anche disegni più complessi.
Mentre era al servizio della corte Wei, Ma Jun polemizzò con il consigliere Gaotang Long e il generale di cavalleria Qin Lang sul carretto che punta a sud. Entrambi derisero Ma Jun il quale credeva nei testi storici che davano per vera l'invenzione del carretto che punta a sud (secondo la leggenda, avvenuta durante l'epoca di Huang Di), definendola assurda e mitologica. Ma Jun ribatté, dicendo: "Argomenti vani fatti a parole non possono (in alcun modo) reggere il confronto con una prova che vi mostrerà risultati pratici". Dopo esserne stato incaricato, Ma Jun costruì un carretto che punta a sud pienamente funzionante nel 255 d.C.: con questo dispositivo a bussola meccanica, realizzò uno dei primi congegni meccanici al mondo che impiegava un differenziale. Il carretto che punta a sud fu totalmente reinventato una seconda volta da Zu Chongzhi (429-500 d.C.) dal momento che il progetto originario era andato perduto.
Su incarico dell'imperatore Cáo Ruì, Ma Jun inventò un complesso teatro delle marionette azionato meccanicamente da motori idraulici, molto più complesso di quello scoperto sotto il regno di Gao Zu, primo imperatore della dinastia Han. Il suo teatro delle marionette era simile a quello greco inventato da Erone di Alessandria, con la differenza che quest'ultimo utilizzava una ruota dentata cilindrica rotante dotata di funi e pulegge per azionarne i vari pezzi. Joseph Needham descrive il teatro di Ma Jun riportando questo estratto delle Cronache dei Tre Regni:
Alcuni avevano progettato per l'imperatore un teatro delle marionette che prevedeva l'allestimento di varie scene, ma sempre immobili. L'imperatore chiese se potevano essere rese mobili e Ma Jun rispose di sì. L'imperatore chiese se il teatro poteva essere reso più ingegnoso e nuovamente Ma Jun rispose di sì e accettò l'incarico a realizzarlo. Prese un grande pezzo di legno e lo sagomò a forma di ruota che veniva messa in rotazione, orizzontalmente, dall'azione di una corrente d'acqua non visibile. Aggiunse le figure di ragazze che cantavano mentre suonavano e ballavano e quando una particolare marionetta entrava in scena, altre marionette di legno raffigurante degli uomini suonavano tamburi e flauti. Ma Jun realizzò inoltre una montagna con marionette di legno che ballavano su delle sfere, agitavano le spade, stavano a testa in giù appese a scale di corda e tutte queste marionette dimostravano grande agilità. Funzionari di governo erano nei loro uffici, si udivano colpi di martello e cigolii, i galli combattevano e tutto cambiava continuamente e molto ingegnosamente con centinaia di novità...
Ma Jun fu anche incaricato della costruzione di pompe a palette quadrate per irrigazione. Comunque, egli non fu il primo a inventarle, come si evince da un racconto risalente all'80 d.C. del filosofo Wang Chong, Discorsi pesati sulla bilancia: l'eunuco Zhang Rang, che era alla corte della dinastia Han, ordinò all'ingegnere Bi Lan di costruire una serie di pompe a catena fuori la capitale Luoyang, sia per l'irrigazione sia come fonte di acqua corrente. Ma Jun realizzò le pompe a palette per irrigare i nuovi giardini voluti dall'imperatore Ming di Wei, Cao Rui, all'interno di Luoyang.